# Tre tiêu
Tre tiêu hay tre nhỏ, tre trung (danh pháp hai phần: Acidosasa brilletii) là loài thực vật có hoa trong họ Hòa thảo. Loài này được (A.Camus) C.S.Chao & Renvoize miêu tả khoa học đầu tiên năm 1989.